# Maria João Ruela
Maria João Farinhas Ruela (Pardilhó, Estarreja, 23 de dezembro de 1969), mais conhecida por Maria João Ruela, é uma jornalista portuguesa.

## Percurso
Licenciou-se em Comunicação Social, tendo iniciado a sua carreira profissional como copy, na área da publicidade. Trabalhou também como freelancer para alguns jornais e revistas e, em 1992, integrou a equipa fundadora da SIC - Sociedade Independente de Comunicação, como jornalista estagiária. Fez parte das equipas de Praça Pública e Casos de Polícia e integrou a editoria de sociedade, onde acompanhou sobretudo as áreas de justiça e administração interna. Pivot desde 1998 e coordenadora de informação desde 2005, assumiu de 2007 a 2016 as funções de editora executiva na redação da SIC. Em 2003, foi baleada numa perna, no Iraque, quando acompanhava a missão da GNR no país, um acidente que lhe deixou algumas limitações físicas, que nem por isso a demovem de fazer uma das coisas de que mais gosta, que é viajar. No livro Viagens Contadas, descreve algumas das suas viagens de aventura, a destinos como a Patagónia, o Nepal, Marrocos e Noruega, entre outros.
Em abril de 2016, abandonou o jornalismo ao ser nomeada consultora da Casa Civil do Presidente da República, Marcelo Rebelo de Sousa, com responsabilidade pelos assuntos sociais. Em junho de 2016, foi exonerada do cargo de consultora e, de seguida, nomeada assessora da Casa Civil do Presidente da República. Em março de 2021, no segundo mandato do Presidente Marcelo Rebelo de Sousa, foi novamente nomeada consultora da Casa Civil do Presidente da República.
A 7 de março de 2022, foi agraciada com o grau de Comendador da Ordem do Mérito.
A 8 de julho de 2023, numa cerimónia ocorrida no Parque de Ciência e Inovação (PCI) em Aveiro, durante o jantar comemorativo do 33.º Aniversário da Associação de Antigos Alunos da Universidade de Aveiro, foi agraciada com o título de sócio honorário daquela associação. A distinção foi-lhe entregue pelo presidente da assembleia geral, Tito Miguel Pereira, e pelo antigo Reitor, antigo presidente do Conselho Nacional de Educação, antigo ministro da Educação e também ele sócio honorário da AAAUA, Júlio Pedrosa.
A 22 de abril de 2025, foi agraciada com o grau de Grande-Oficial da Ordem do Mérito.

## Obras
- Viagens contadas: Marrocos, Nepal, Patagónia, Noruega e outros Destinos, 2011
- Vamos falar de sexo (com Bernardo Mendonça), 2015